# BMW 7er
Der BMW 7er ist eine Oberklasse-Limousine von BMW, die seit 1977 in bisher sieben Generationen angeboten wurde und im BMW-Werk Dingolfing produziert wird. Konkurrenzmodelle sind hauptsächlich die Mercedes S-Klasse und der Audi A8.
Am 1. Januar 2010 waren nach Statistik des Kraftfahrt-Bundesamtes in Deutschland 69.471 BMW 7er mit Erstzulassung ab 1990 zugelassen.

## Die Baureihen im Überblick
- BMW E23 (Mai 1977 bis August 1986): erste 7er-Reihe als viertürige Limousine, Nachfolger des E3 („BMW 2500 bis 3,3 Li“); ab 1985 für die USA und Asien eine Luxusvariante „L7“
- BMW E32 (September 1986 bis Juni 1994): erstmals zusätzlich auch als Langversion
- BMW E38 (Juni 1994 bis Juli 2001): zusätzlich zur Langversion eine nochmal verlängerte Version „L7“ und eine Version mit Sonderschutzausführung
- BMW E65 (November 2001 bis Juli 2008): auch mit Wasserstoffantrieb (E68) erhältlich
- BMW F01 (August 2008 bis Juni 2015): auch mit Allrad und AktivHybrid bestellbar
- BMW G11 (Juni 2015 bis Juni 2022): auch mit Allrad und als Plug-in-Hybrid bestellbar
- BMW G70 (seit November 2022): Erstmals auch als vollelektrischer i7 erhältlich

### Übersicht

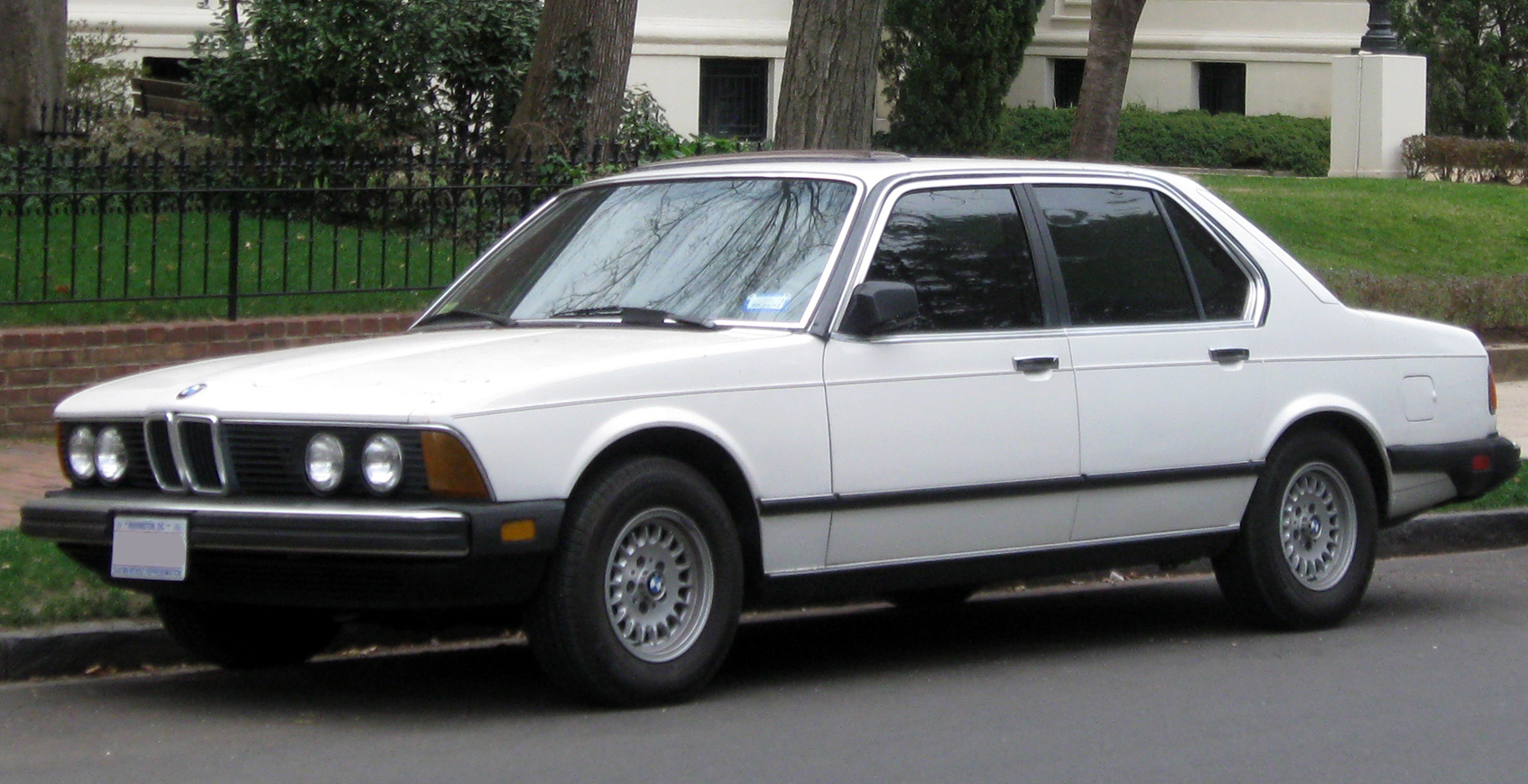
BMW E23, 1977–1986
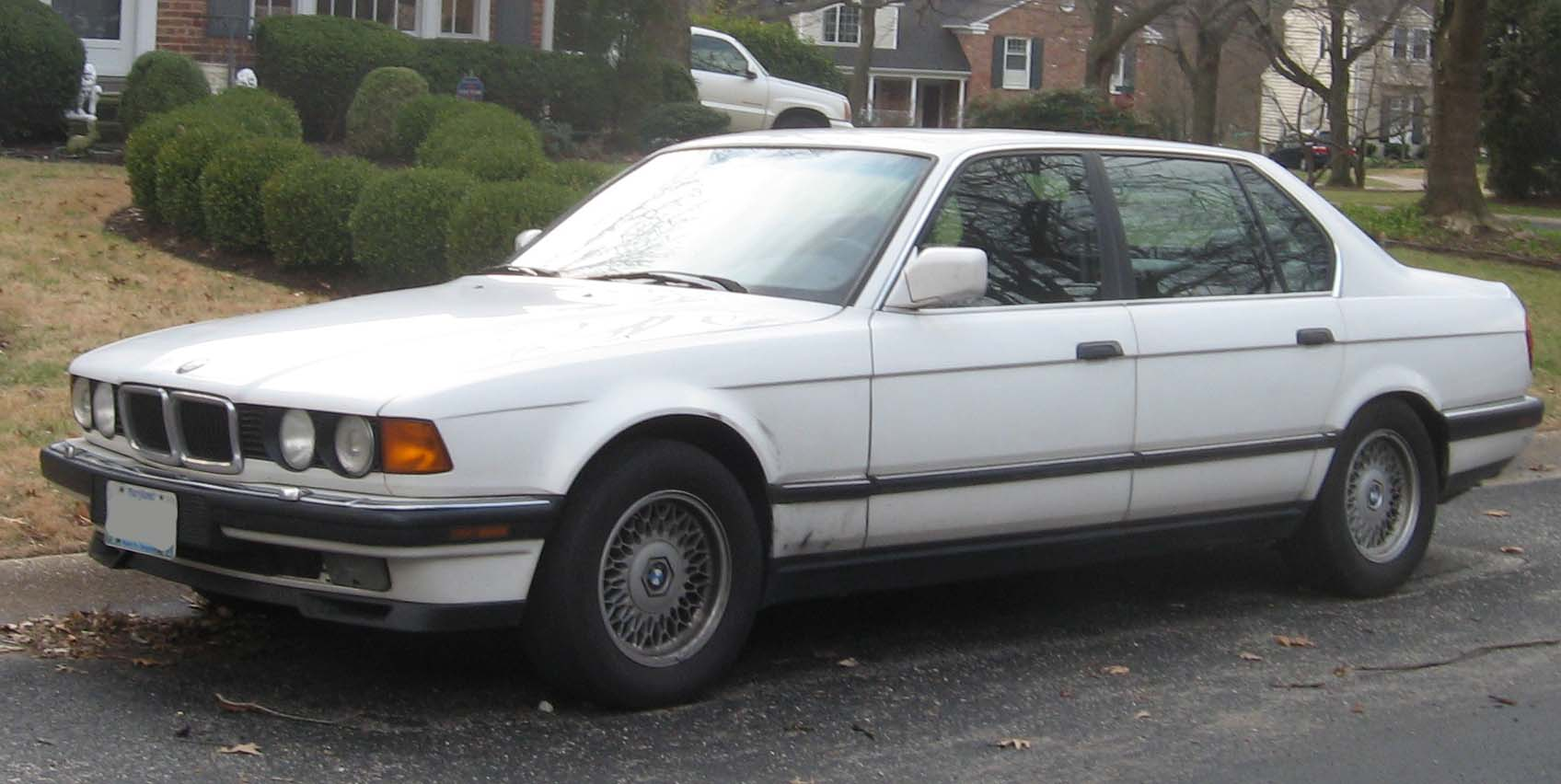
BMW E32, 1986–1994
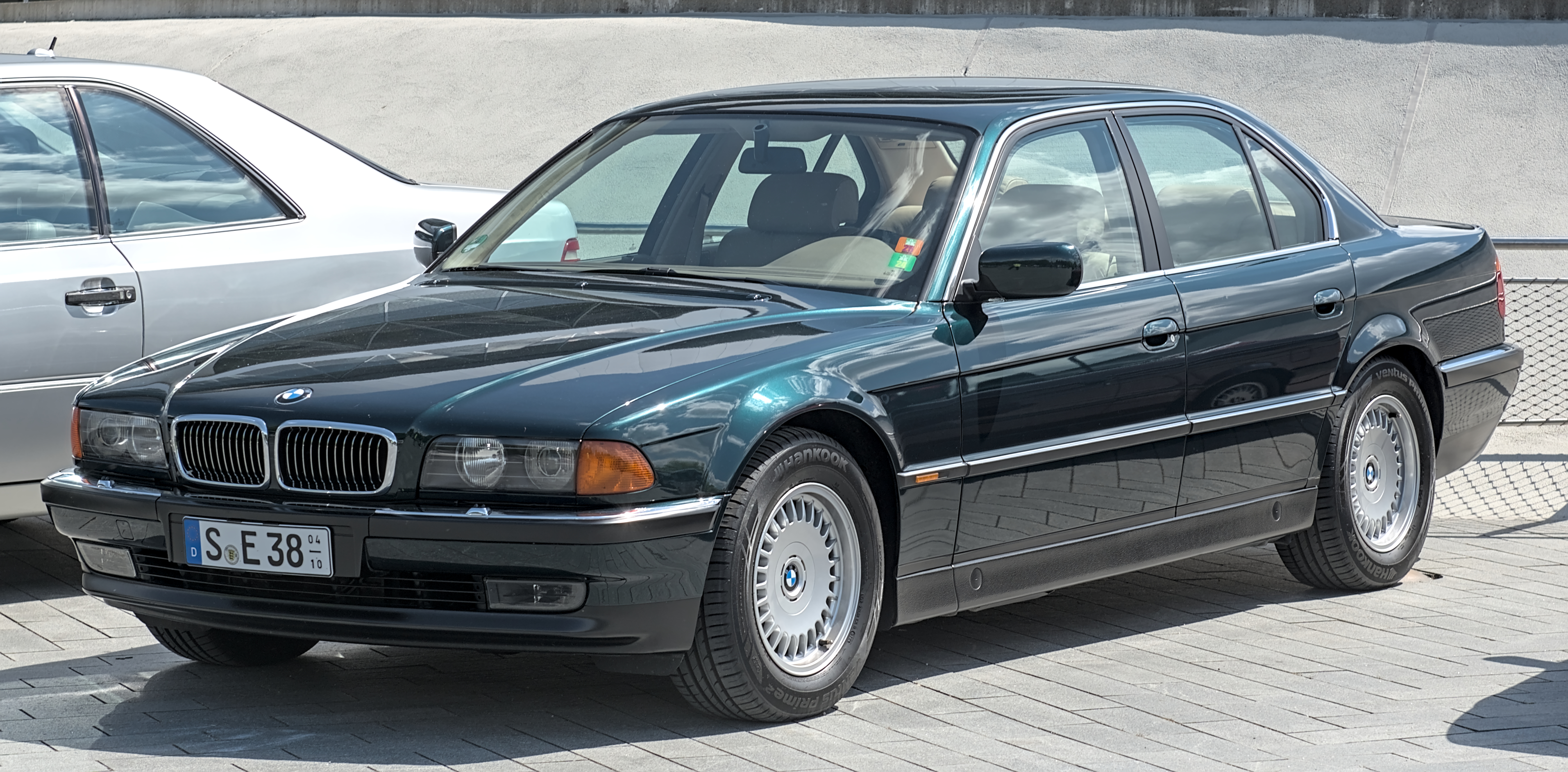
BMW E38, 1994–2001
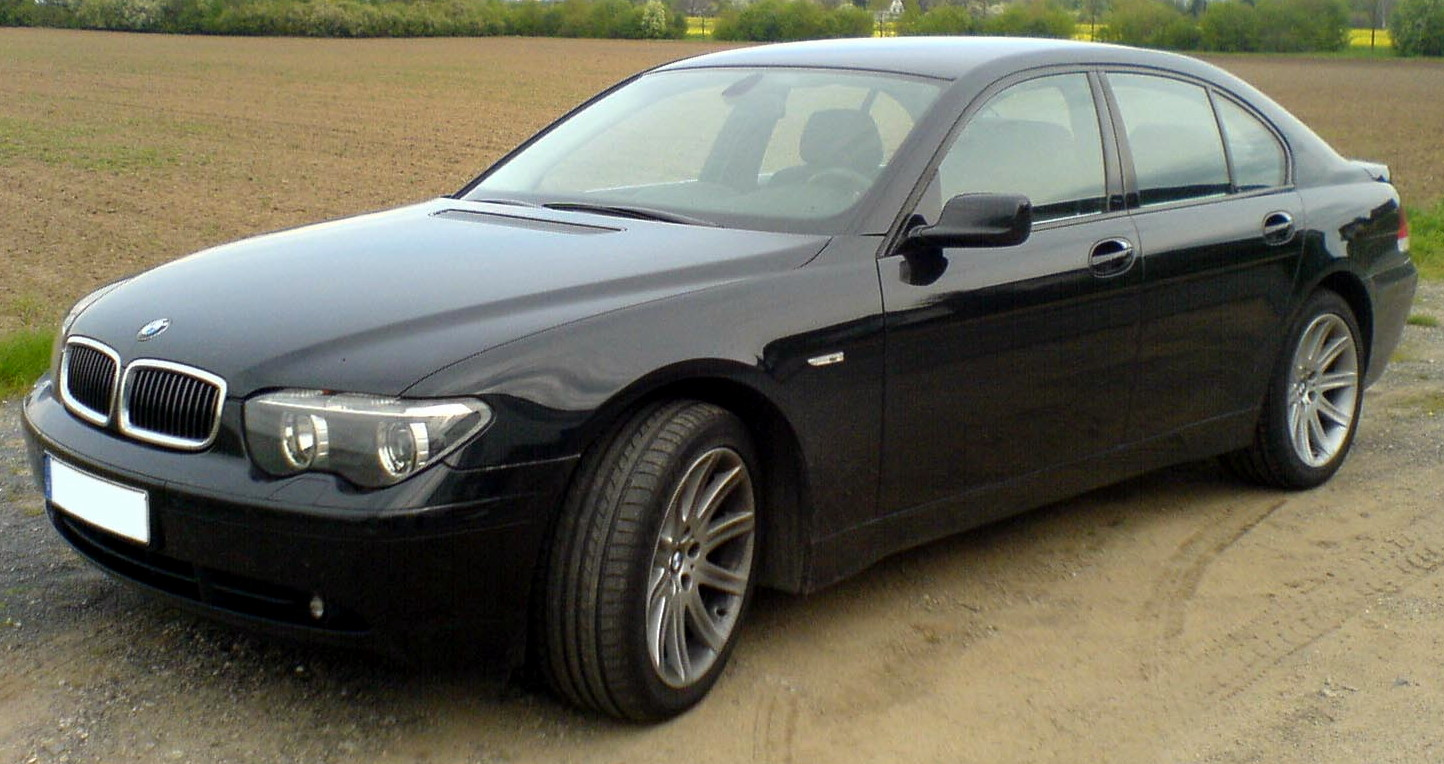
BMW E65, 2001–2008
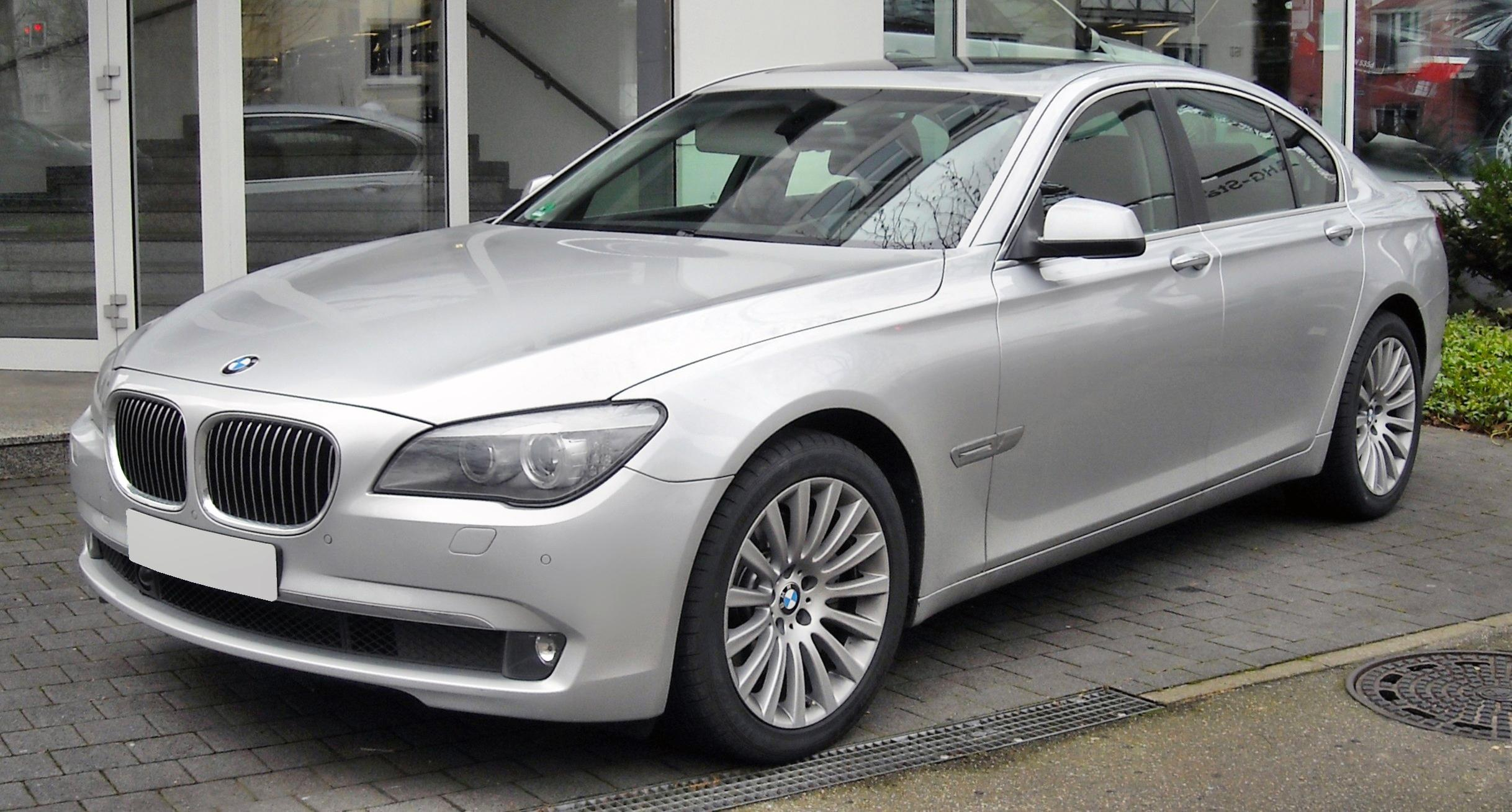
BMW F01, 2008–2015
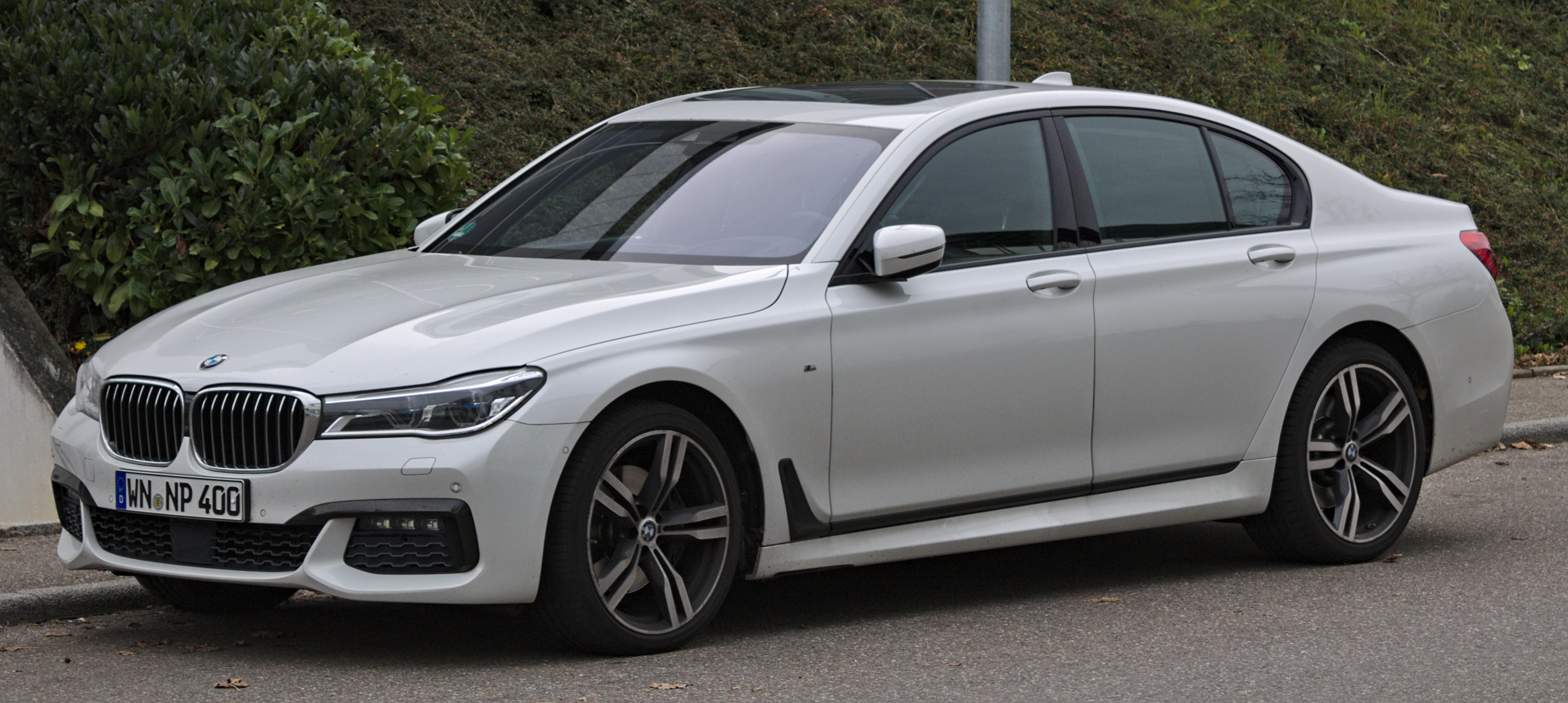
BMW G11, 2015–2022
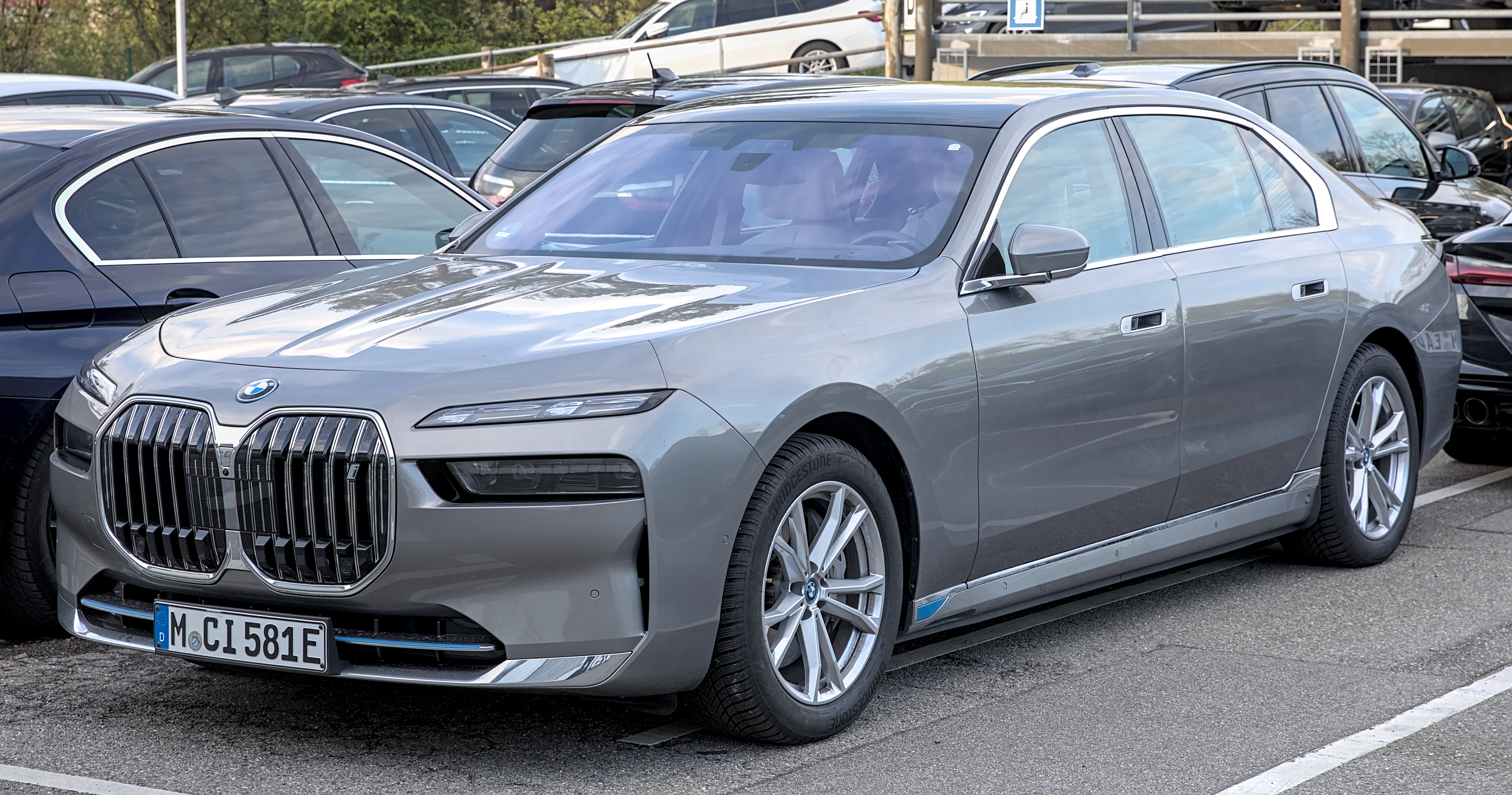
BMW G70, seit 2022

## Grafische Darstellung der Entwicklung des BMW 7er
LCI steht BMW-intern für Life-Cycle-Impulse, gleichbedeutend mit MÜ oder MUE für Modellüberarbeitung.